# デナウ
デナウ（ウズベク語: Denov, Денов、タジク語: Деҳнав、ロシア語: Денау）はウズベキスタン・スルハンダリヤ州の都市である。州都テルメズより150km北東にある。推定人口10万人。タジキスタンとの国境付近にあり、ギッサール山脈の麓にある。タジキスタン側の国境の町トゥルスンゾダからは約50km。Denauと表記されることもある。付近にはスルハンダリヤ川が流れる。（ダリヤは「川」を意味する。）

## 概要
ソビエト連邦統治下の1929年に鉄道が敷かれ、1958年に市として設立された。都市名は「新しい街」を意味する。
現在の主な産業は綿の製造と、バターやワイン、ウォッカなどの食品産業である。
デナウの南約20kmのところに、バクトリアを勢力下におき、大夏を滅ぼした大月氏の都とされるダルヴェルジン・テペ遺跡とその離宮とされるカラバグ・テパ遺跡があり、発掘調査が進められている。
2012年には、バイスンとデナウを結ぶ電線がウズベクテレコム (Uzbektelecom) により開通している。

## 気候
ケッペンの気候区分ではステップ気候に属し、降水量は少ない。1月の平均気温は3.6℃、7月の平均気温は28.4℃となっている。

## 交通
2011年にウズベキスタン鉄道のタシュケント-デナウ間ルートが開通している。

## 人口構成
ウズベク人が90％以上を占めている。外国人としては、割合の多い順に、タジク人、タタール人、ロシア人が住んでいる。

## 教育機関
- サイード・アタリク・マドラサ[9]　（16世紀に建築されたイスラム教学校）
- スルハンダリヤ州デナウ市第78学校[10]

## 出身人物
- シャリーフ・エルガシェフ（ロシア語版） (1916-1978) - 軍人、大祖国戦争に参加、ボグダン・フメリニツキー一等勲章受章者

## ギャラリー

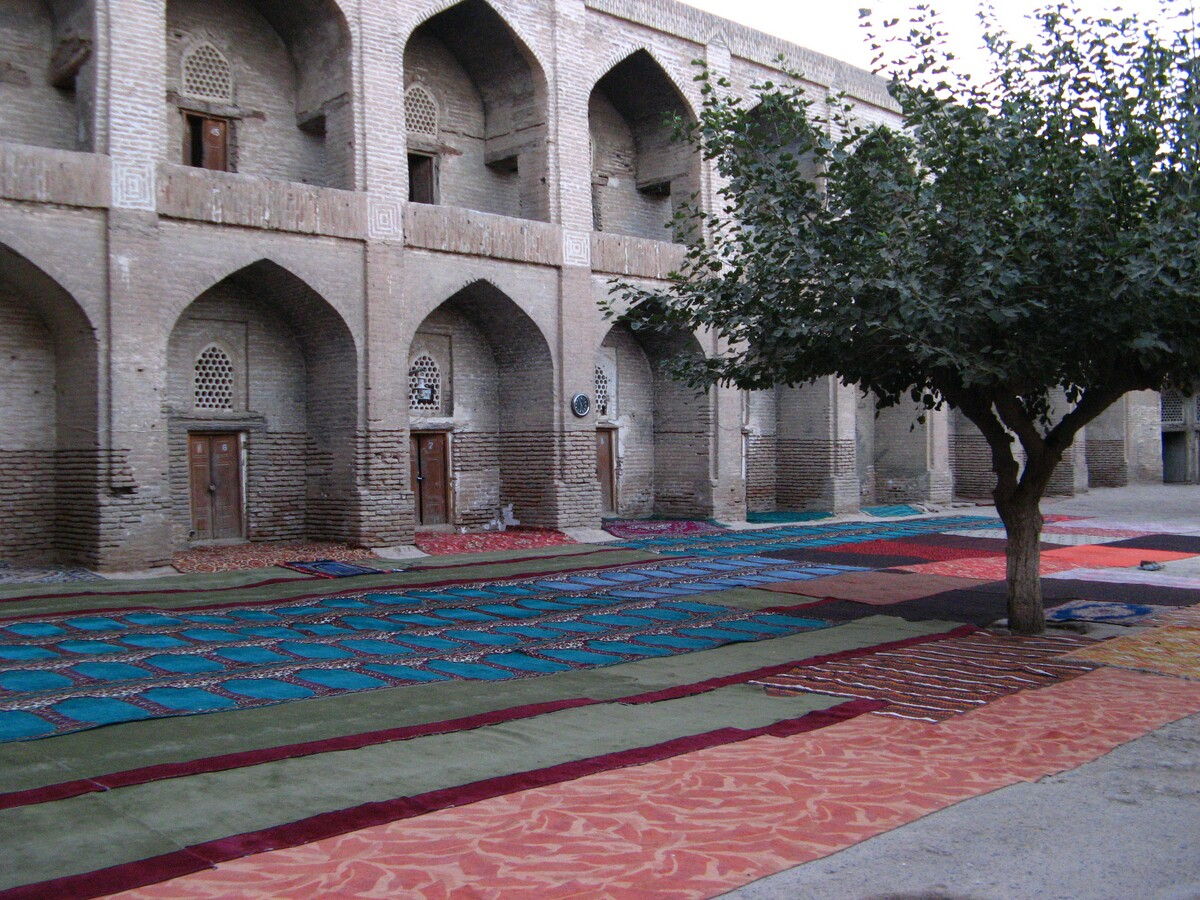
サイード・アタリク・マドラサ内部の様子
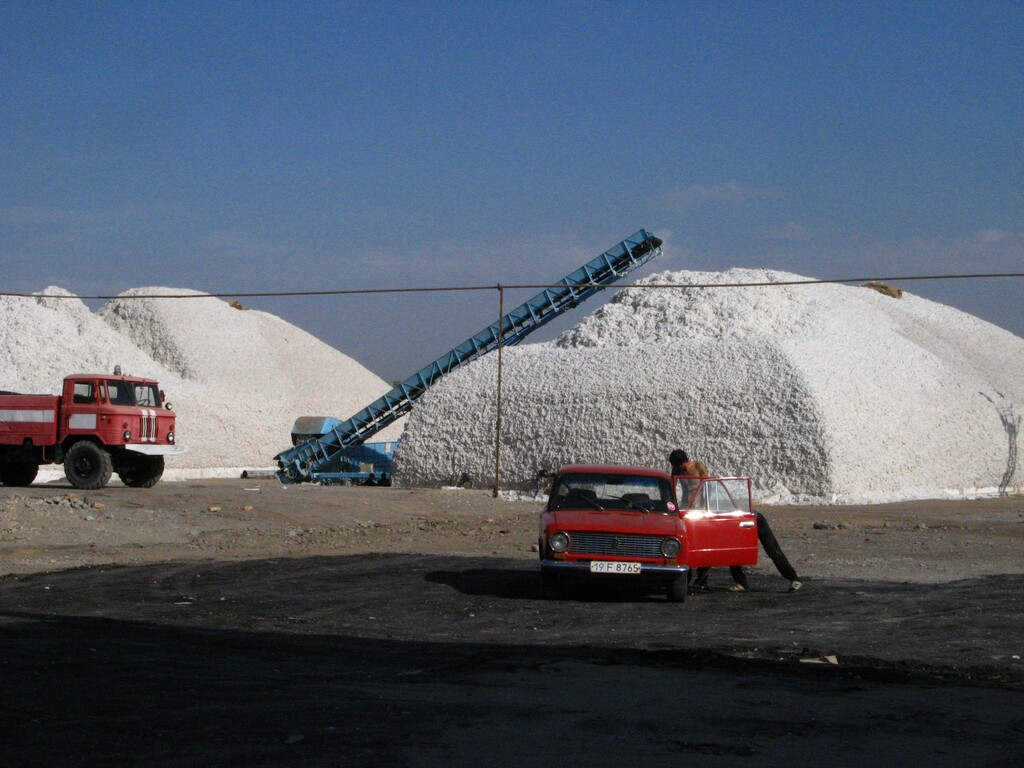
デナウの綿集積センター
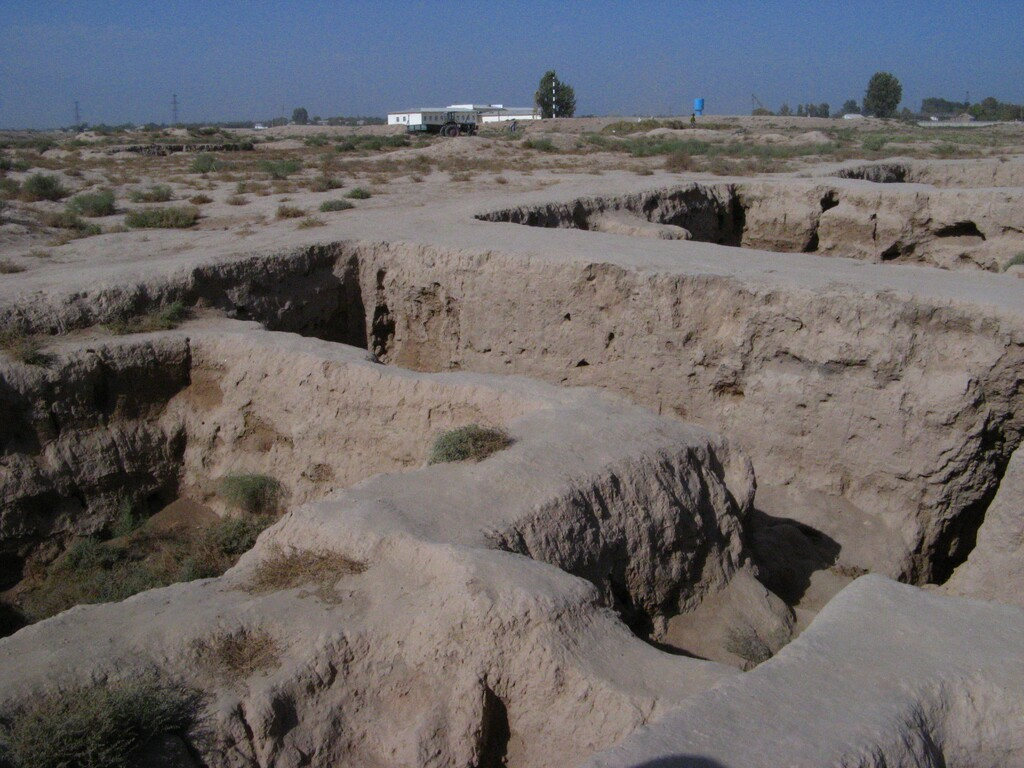
デナウ付近のダルヴェルジン・テペ遺跡
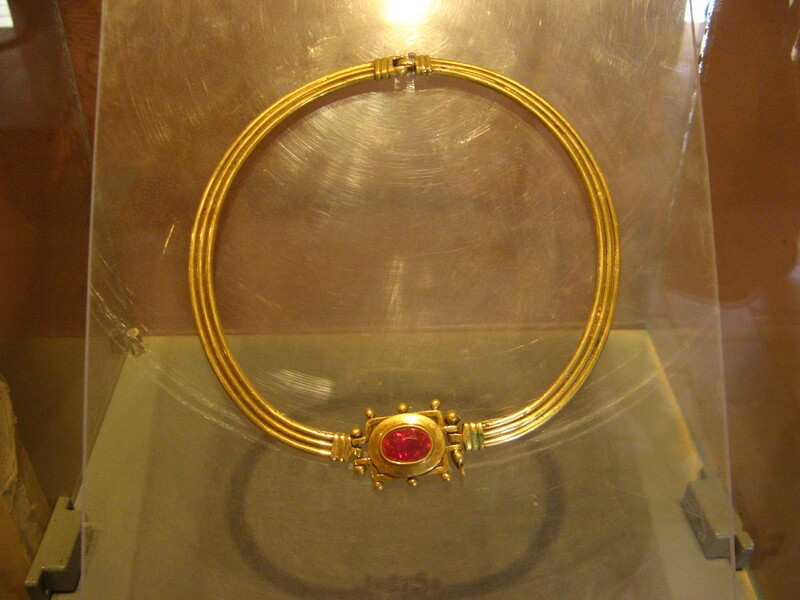
遺跡で発見された金とカーネリアンのネックレス
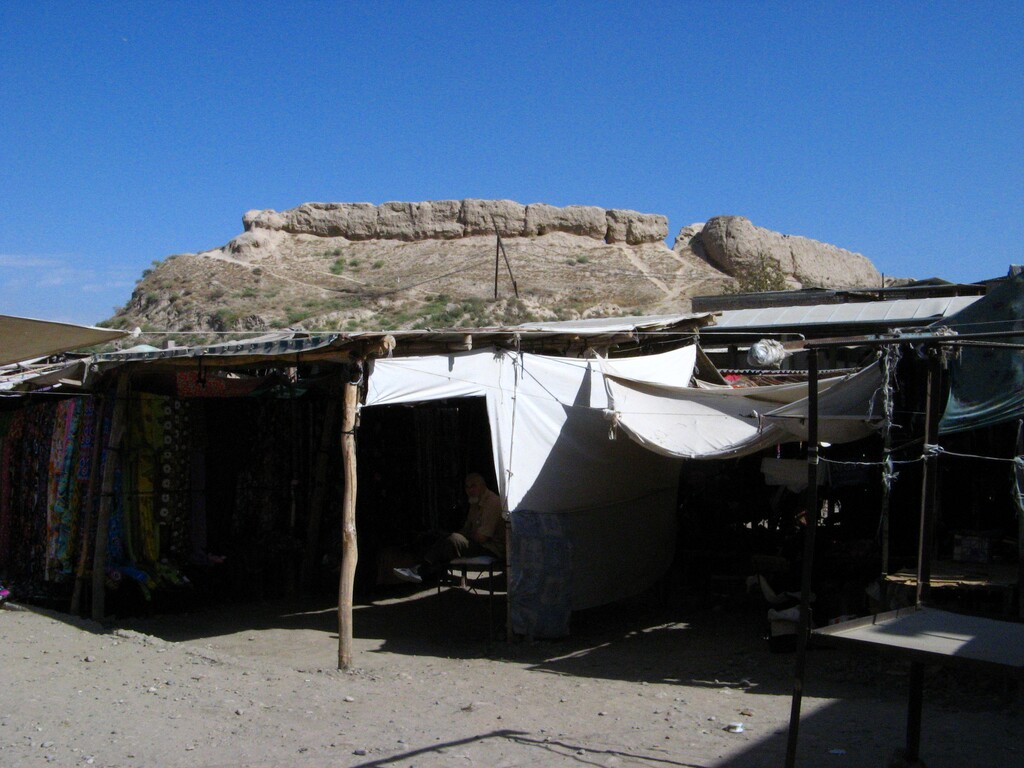
デナウの砦（写真奥）